# Pilzen Challenger
Il Pilzen Challenger è stato un torneo professionistico di tennis giocato su campi in terra rossa. Faceva parte dell'ATP Challenger Series. Si giocava annualmente a Plzeň in Repubblica Ceca.

## Albo d'oro

### Singolare
| Anno | Campione            | Finalista         | Punteggio     |
| ---- | ------------------- | ----------------- | ------------- |
| 1994 | Radomír Vašek       | Bohdan Ulihrach   | 2–6, 6–2, 6–2 |
| 1995 | David Rikl          | Younes El Aynaoui | 7–5, 6–3      |
| 1996 | Dominik Hrbatý      | Sergio Cortés     | 6–3, 6–2      |
| 1997 | Vincenzo Santopadre | Michal Tabara     | 6–3, 5–7, 6–3 |

### Doppio
| Anno | Campioni                                 | Finalisti                    | Punteggio |
| ---- | ---------------------------------------- | ---------------------------- | --------- |
| 1994 | Emanuel Couto (2) João Cunha e Silva (2) | Brett Dickinson Glenn Wilson | 6–4, 6–3  |
| 1995 | Emanuel Couto (1) João Cunha e Silva (1) | Pier Gauthier Guillaume Marx | 6–3, 6–4  |
| 1996 | Jan Kodeš Petr Luxa                      | Michal Tabara Jiří Vaněk     | 6–3, 7–5  |
| 1997 | Petr Pála Borut Urh                      | Radek Štěpánek Radomír Vašek | 2–4 rit.  |